# 河合映画製作社
河合映画製作社（かわいえいがせいさくしゃ）は、かつて昭和初期に存在した日本の映画会社である。

## 概要
1927年4月に河合徳三郎が映画配給のために作った「河合商会」を同年12月に「河合プロダクション」とし、翌年1928年5月に映画製作のために作った会社が河合映画製作社である。徹底した低予算の娯楽映画で、設立後わずか5年ほどの間に、470本を超えるサイレント映画を製作した。1933年6月に大都映画に発展的に改組され、その後1942年に当時の日活(製作部門)と新興キネマとの統合で大日本映画製作株式会社(大映)が設立されて、河合=大都映画は通算15年の歴史で消滅した。

## 歴史
1927年（昭和2年）4月、もと尾張藩の家臣の息子で土木建築業を営み、この翌年東京府会議員に当選する河合徳三郎が起した映画配給会社「河合商会」を同年12月に「河合プロダクション」として設立し、北豊島郡三河島町町屋（現在の荒川区町屋4-5）にあった50坪程度の国際活映（国活）の小さな撮影所を買い取り、「河合プロダクション町屋撮影所」として映画製作を始めた。
もともと1923年(大正12年)に映画館である「浅草キネマ倶楽部」を河合徳三郎が手に入れたことから、彼が映画界に入るきっかけとなった。その4年後に河合商会を作って、当時の市川右太衛門プロの作品や嵐寛寿郎と月形龍之介の主演作を配給上映して、たまたま町屋にあった国際活映のスタジオの改修工事を請け負ったことから、今度はスタジオを買い取り映画製作を目指すこととなった。
第1回作品は、帝国キネマ芦屋撮影所を退社した松本英一・里見明兄弟の兄が監督、弟が主演した『青春散歩』で、1928年（昭和3年）3月1日に「浅草キネマ倶楽部」および「神田新声館」ほかで公開した。第2回作品は翌週公開の悪麗之助原作・脚本・監督による『ふくろう組』と、『青春散歩』のオリジナルシナリオを書いた同じ帝国キネマ芦屋撮影所出身の亀井清一監督、里見明主演作『恋風に吹かれて』の2本立てであった。里見明の主演2作の相手役には、浅草花屋敷（現在の花やしき）の舞台に出ていた当時16歳の琴糸路を河合徳三郎が発見してスカウトし抜擢した。悪麗之助は同作のみでツキガタ・プロタクションへ去る。
同じ3月に国際活映がかつて北豊島郡西巣鴨町（現在の豊島区西巣鴨4丁目付近)に所有して、1925年(大正14年)に倒産のため帝国キネマが所有していた「巣鴨撮影所」(後の豊島区立朝日中学校。統廃合で今はない)をも買収し、同年5月「河合映画製作社」と改称して町屋・巣鴨の両撮影所体制で、映画量産を加速させた。この1928年に河合は64本を製作・配給している。1929年には81本、1930年には85本、1931年にはついに103本を製作、1932年(昭和7年)には99本を世に出した。
そして1933年（昭和8年）に発展的に改組して「大都映画」となった。
1933年6月22日公開のこの年43作目の吉村操監督の『悲惨の鉄路』を河合映画の最終作として、翌週29日公開の根岸東一郎監督の『新籠の鳥』を大都映画設立第1作として、直営館「河合キネマ」ほかで公開した。大都映画となって以降も1934年まで毎年100本以上の映画製作を行い、戦時統合で大映となってその歴史を終えるまで通算15年間で1,294本(1,325本という説もある)の作品を送り出した。

## スタッフ及び俳優
設立した1927年(昭和2年)12月当時の河合映画の陣容は、全体で324人で、そのうち監督6名、カメラマン6名、男優170名、女優65名で、その当時は日活・松竹・帝国キネマ・東亜キネマ・マキノプロに次ぐ準大手であった。この年に松竹が時代劇の不振から時代劇部を廃止したので、河合徳三郎は監督の丘虹二、俳優の吾妻三郎をスカウトし、また翌年1928年(昭和3年)にマキノプロから鈴木桃作、曽根純三・中島宝三などの監督、杉狂児・鈴木澄子・大岡怪童・永井柳太郎らの俳優陣、そして脚本の八尋不二が移籍している。その後に同じ脚本の三村伸太郎が入社して2人は河合映画で2年間製作に携わった。その後は河合映画を退社して別の会社に入っているが、この三村伸太郎と八尋不二、及び鈴木桃作はこの後に脚本家集団鳴滝組に加わっている。
さらに帝国キネマにいた亀井清一・松本英一監督、右太衛門プロから古海卓二監督、その他に悪麗之助監督も河合映画に移っている。
そして同じ1928年(昭和3年)に後に大都の生粋っ子と言われた女優の琴糸路が入社し、彼女は河合及び大都映画を代表する女優として通算285本の同社作品に出演して、戦後まで活躍した。

## 関連事項
- 大都映画
- 新興キネマ
- 大映
- 大山デブ子

## 参考図書
- 「幻のB級　大都映画がゆく」本庄慧一郎　著　　集英社　2009年1月発行
- 「日本映画史」第1巻　421～425p [新興キネマと大都映画の大衆映画」 　佐藤忠男著　岩波書店　1995年3月発行
- 「世界映画大事典」236P 河合映画/大都映画の項　監修　岩本憲児　高村倉太郎　編集　岩本憲児　奥村賢　佐崎順昭　宮澤誠一　(株)日本図書センター　2008年6月発行